# テクラ・ユニェヴィチ
テクラ・ユニェヴィチ（Tekla Juniewicz、1906年6月10日 - 2022年8月19日）は、ポーランドのスーパーセンテナリアン。グリヴィツェ在住だった長寿の女性。ポーランドの歴代最高齢人物で、検証されたポーランドの人物として初めて112歳から116歳の誕生日を迎えた人物でもある。存命中はリュシル・ランドンに次ぎヨーロッパ、並びに世界第2位の高齢者であった。

## 人物
1906年6月10日、オーストリア・ハンガリー帝国（現在のウクライナ西部）クルプスコに生まれる。父親は作家で、カロル・ランコロンスキのために働いていた。母親のキャサリンは第一次世界大戦の最中、30歳で亡くなっている。8歳の頃に発疹チフスを患ったが抗生物質3錠の服用で回復したという。1928年に出生した子供は2016年に没したが、1929年に産んだ子供は2021年6月現在も存命中である。1945年、2週間にわたる列車の旅ののち、ポーランドのグリヴィツェに住む。夫は鉱山で働くこととなった。
103歳までグリヴィツェの自宅に1人で暮らし、その後は孫らとともに生活していた。111歳と113歳の時に胆管の手術を受けこともあった。
2019年6月の113歳の誕生日の際は、ポーランド首相のマテウシュ・モラヴィエツキから祝辞を受け取ったという。また同年8月には首相自ら自宅を訪問した。2021年6月の115歳の誕生日には人生で初めて小さい子供を抱いたという。死去視点では5人の孫、4人のひ孫がいた。

## 長寿記録
- 2017年7月20日、ヤドウィガ・スズバルトヴィチの死去により存命中のポーランド最高齢人物となる。
- 2018年4月24日、111歳318日でワンダ・ヴィエルツクレイスカの記録を抜きポーランドの歴代最高齢者となる。
- 2018年5月16日、GRGポーランド特派員と家族の協力で年齢が検証される。[11]
- 2022年1月26日、乙成ヨシの死去により1906年生まれ最後の存命者となる。
- 2022年8月19日、116歳70日で死去。これにより生年に確証がある1906年生まれの人物は全員この世を去った。